# 小行星2479
小行星2479（2479 Sodankyla）是一颗围绕太阳公转的小行星。1942年2月6日，爾約·維薩拉在图尔库发现了此天体。
該小行星以芬蘭的城市索丹屈萊命名。
这颗小行星的绝对星等为156.59937等。